# Sant Evòsi de Bonàs
Mazet-Saint-Voy és un municipi francès situat al departament de l'Alt Loira i a la regió d'Alvèrnia-Roine-Alps. L'any 2007 tenia 1.072 habitants.

## Demografia

### Població
El 2007 la població de fet de Mazet-Saint-Voy era de 1.072 persones. Hi havia 442 famílies de les quals 150 eren unipersonals (63 homes vivint sols i 87 dones vivint soles), 146 parelles sense fills, 126 parelles amb fills i 20 famílies monoparentals amb fills.
La població ha evolucionat segons el següent gràfic:
Habitants censats

### Habitatges
El 2007 hi havia 909 habitatges, 472 eren l'habitatge principal de la família, 389 eren segones residències i 48 estaven desocupats. 786 eren cases i 109 eren apartaments. Dels 472 habitatges principals, 346 estaven ocupats pels seus propietaris, 108 estaven llogats i ocupats pels llogaters i 19 estaven cedits a títol gratuït; 8 tenien una cambra, 55 en tenien dues, 82 en tenien tres, 118 en tenien quatre i 209 en tenien cinc o més. 326 habitatges disposaven pel capbaix d'una plaça de pàrquing. A 222 habitatges hi havia un automòbil i a 170 n'hi havia dos o més.

### Piràmide de població
La piràmide de població per edats i sexe el 2009 era:
| Homes | Edats   | Dones |
| ----- | ------- | ----- |
| 0     | 95 o +  | 4     |
| 0     | 90 a 94 | 12    |
| 8     | 85 a 89 | 20    |
| 20    | 80 a 84 | 28    |
| 28    | 75 a 79 | 32    |
| 36    | 70 a 74 | 60    |
| 40    | 65 a 69 | 32    |
| 36    | 60 a 64 | 24    |
| 28    | 55 a 59 | 24    |
| 16    | 50 a 54 | 28    |
| 60    | 45 a 49 | 40    |
| 56    | 40 a 44 | 32    |
| 40    | 35 a 39 | 28    |
| 12    | 30 a 34 | 24    |
| 16    | 25 a 29 | 24    |
| 20    | 20 a 24 | 20    |
| 32    | 15 a 19 | 20    |
| 40    | 10 a 14 | 24    |
| 20    | 5 a 9   | 24    |
| 20    | 0 a 4   | 12    |

## Economia
El 2007 la població en edat de treballar era de 618 persones, 446 eren actives i 172 eren inactives. De les 446 persones actives 418 estaven ocupades (235 homes i 183 dones) i 28 estaven aturades (11 homes i 17 dones). De les 172 persones inactives 81 estaven jubilades, 50 estaven estudiant i 41 estaven classificades com a «altres inactius».

### Ingressos
El 2009 a Mazet-Saint-Voy hi havia 478 unitats fiscals que integraven 1.064 persones, la mediana anual d'ingressos fiscals per persona era de 14.856 €.

### Activitats econòmiques
Dels 65 establiments que hi havia el 2007, 1 era d'una empresa extractiva, 4 d'empreses alimentàries, 2 d'empreses de fabricació de material elèctric, 4 d'empreses de fabricació d'altres productes industrials, 17 d'empreses de construcció, 10 d'empreses de comerç i reparació d'automòbils, 1 d'una empresa de transport, 6 d'empreses d'hostatgeria i restauració, 2 d'empreses financeres, 2 d'empreses immobiliàries, 6 d'empreses de serveis, 7 d'entitats de l'administració pública i 3 d'empreses classificades com a «altres activitats de serveis».
Dels 28 establiments de servei als particulars que hi havia el 2009, 1 era una oficina de correu, 1 una oficina bancària, 1 funerària, 4 tallers de reparació d'automòbils i de material agrícola, 3 paletes, 1 guixaire pintor, 5 fusteries, 3 lampisteries, 3 electricistes, 1 perruqueria, 1 veterinari, 3 restaurants i 1 agència immobiliària.
Dels 4 establiments comercials que hi havia el 2009, 2 eren fleques i 2 carnisseries.
L'any 2000 a Mazet-Saint-Voy hi havia 66 explotacions agrícoles que ocupaven un total de 1.836 hectàrees.

## Equipaments sanitaris i escolars
L'únic equipament sanitari que hi havia el 2009 era una farmàcia.
El 2009 hi havia una escola elemental.

## Poblacions més properes
El següent diagrama mostra les poblacions més properes.